# Reformistas e Conservadores Europeus
Os Reformistas e Conservadores Europeus (em inglês European Conservatives and Reformists, ECR) é um grupo político no Parlamento Europeu. 
Foi criado em 2009 para fazer campanha para a reforma urgente da União Europeia. Reunindo 74 deputados dos 751 do Parlamento Europeu, são atualmente o terceiro maior grupo desse parlamento.

Fazem parte do grupo:  o Partido Democrático Cívico da República Checa, o Partido da Lei e da Justiça da Polónia, o Partido Popular Dinamarquês da Dinamarca e o Partido dos Verdadeiros Finlandeses da Finlândia.

## Deputados por legislatura
| Data | Deputados | +/-     | Notas                             |
| ---- | --------- | ------- | --------------------------------- |
| 2009 | 54 / 736  |         |                                   |
| 2014 | 70 / 751  | 16      |                                   |
| 2019 | 62 / 751  | 8       | Antes do Brexit (Até 31/01/2020)  |
| 2019 | 62 / 705  | Estável | Após o Brexit (Depois 31/01/2020) |

## Membros Integrantes (2019-2024)
| País          | Partido                                    | Afiliação | Afiliação                               | Deputados | CI.  | Resultado    |
| ------------- | ------------------------------------------ | --------- | --------------------------------------- | --------- | ---- | ------------ |
| Alemanha      | Partido da Família                         |           | Movimento Político Cristão Europeu      | 1 / 96    | 12.º | 0,7 / 100,0  |
| Bélgica       | Nova Aliança Flamenga (Flandres)           |           | Aliança Livre Europeia                  | 3 / 12    | 1.º  | 22,4 / 100,0 |
| Bulgária      | IMRO - Movimento Nacional Búlgaro          |           | Aliança dos Reformistas e Conservadores | 2 / 17    | 4.º  | 7,4 / 100,0  |
| Chéquia       | Partido Democrático Cívico                 |           | Aliança dos Reformistas e Conservadores | 4 / 21    | 2.º  | 14,5 / 100,0 |
| Croácia       | Partido Conservador Croata                 |           | Aliança dos Reformistas e Conservadores | 1 / 11    | 3.º  | 8,5 / 100,0  |
| Eslováquia    | Solidariedade e Liberdade                  |           | Aliança dos Reformistas e Conservadores | 2 / 14    | 5.º  | 9,6 / 100,0  |
| Espanha       | Vox                                        |           | Aliança dos Reformistas e Conservadores | 4 / 59    | 5.º  | 6,2 / 100,0  |
| Grécia        | Solução Grega                              |           | Nenhuma                                 | 1 / 21    | 6.º  | 4,2 / 100,0  |
| Itália        | Irmãos de Itália                           |           | Aliança dos Reformistas e Conservadores | 6 / 76    | 5.º  | 6,4 / 100,0  |
| Letônia       | Aliança Nacional                           |           | Aliança dos Reformistas e Conservadores | 2 / 8     | 3.º  | 16,4 / 100,0 |
| Lituânia      | Acção Eleitoral dos Polacos na Lituânia    |           | Aliança dos Reformistas e Conservadores | 1 / 11    | 7.º  | 5,2 / 100,0  |
| Países Baixos | Fórum pela Democracia                      |           | Aliança dos Reformistas e Conservadores | 3 / 29    | 4.º  | 11,0 / 100,0 |
| Países Baixos | Partido Político Reformado                 |           | Movimento Político Cristão Europeu      | 1 / 29    | 7.º  | 6,8 / 100,0  |
| Polónia       | Lei e Justiça                              |           | Aliança dos Reformistas e Conservadores | 24 / 52   | 1.º  | 45,4 / 100,0 |
| Polónia       | Polónia Unida                              |           | Nenhuma                                 | 2 / 52    | 1.º  | 45,4 / 100,0 |
| Polónia       | Acordo                                     |           | Nenhuma                                 | 1 / 52    | 1.º  | 45,4 / 100,0 |
| Roménia       | Partido Nacional Agrário Democrata Cristão |           | Movimento Político Cristão Europeu      | 1 / 32    |      |              |
| Suécia        | Democratas Suecos                          |           | Aliança dos Reformistas e Conservadores | 3 / 21    | 3.º  | 15,3 / 100,0 |